# ولفگانگ اشتگلیش
ولفگانگ اشتگلیش (انگلیسی: Wolfgang Steglich؛ زادهٔ ۱۲ اوت ۱۹۳۳) دانشمند در زمینه شیمی آلی و فراورده‌های طبیعی اهل آلمان است.
وی برندهٔ جوایزی همچون نشان افتخار شایستگی جمهوری فدرال آلمان شده‌است.